# Мокия, Григорий Моисеевич
Григорий Моисеевич Мокия (1909 год, село Кончкати, Озургетский уезд, Кутаисская губерния, Российская империя — неизвестно, село Кончкати, Махарадзевский район, Грузинская ССР) — бригадир колхоза имени Чарквиани Кончкатского сельсовета Махарадзевского района, Грузинская ССР. Герой Социалистического Труда (1949).

## Биография
Родился в 1909 году в крестьянской семье в селе Кончкати Махарадзевского района. С раннего возраста трудился в сельском хозяйстве. За высокие трудовые результаты во время Великой Отечественной войны был награждён боевой медалью «За оборону Кавказа». В послевоенные годы — бригадир колхоза имени Чарквиани Махарадзевского района, председателем которого был Владимир Етифанович Костава.
В 1948 году бригада под его руководством собрала 7231 килограмма сортового зелёного чайного листа на участке площадью 0,5 гектара. Указом Президиума Верховного Совета СССР от 29 августа 1949 года удостоен звания Героя Социалистического Труда за «получение высоких урожаев сортового зелёного чайного листа и цитрусовых плодов в 1948 году» с вручением ордена Ленина и золотой медали «Серп и Молот» (№ 4548).
Этим же Указом званием Героя Социалистического Труда были также награждены труженики колхоза имени Чаркиани колхозница Надя Александровна Гогатадзе и Кето Алексеевна Гогуадзе.
За выдающиеся трудовые достижения по итогам 1950 года был награждён вторым Орденом Ленина.
После выхода на пенсию проживал в родном селе Кончкати Махарадзевского района (сегодня — Озургетский муниципалитет).
Награды
- Герой Социалистического Труда
- Орден Ленина — дважды (1949; 05.07.1951)
- Медаль «За оборону Кавказа» (01.05.1944)